# Mezzomerico
Mezzomerico est une commune de la province de Novare, dans la région Piémont, en Italie.

## Administration
| Période                                  | Période | Identité | Étiquette | Qualité |
| ---------------------------------------- | ------- | -------- | --------- | ------- |
|                                          |         |          |           |         |
| Les données manquantes sont à compléter. |         |          |           |         |

### Communes limitrophes
Agrate Conturbia, Divignano, Marano Ticino, Oleggio, Suno, Vaprio d'Agogna.

## Jumelage
Mezzomerico est jumelé avec la commune française de Bellefond, en Côte-d'Or.